# 퍼펙토이드
퍼펙토이드(perfectoid)란 독일인 수학자 페터 숄체(Peter Scholze)가 도입한 개념이다.

## 정의
{\displaystyle K}가 표수 {\displaystyle p}의 완전 비아르키메데스적 체라고 하자. 그리고 다음을 정의하자.
{\displaystyle K^{\circ }:=\{x\in K|\nu (x)\leq 1\}}
그렇다면 {\displaystyle K}가 퍼펙토이드 체란 것은 {\displaystyle K^{\circ }}가 이산 국소환이 아니고 프로베니우스 사상이 {\displaystyle K^{\circ }/p}에서 전사인 것을 뜻한다.
{\displaystyle K}가 퍼펙토이드 체라고 하자. 그러면 바나흐 {\displaystyle K}-대수 {\displaystyle R}가 퍼펙토이드 {\displaystyle K}-대수란 것은 {\displaystyle R}의 원소들
{\displaystyle R^{\circ }:=\{x\in R|\{x^{n}|n\in \mathbb {N} \}{\text{ is bounded set }}\}}
들이 열린 집합이고 유계인 데다가 적당한 위상수학적 멱영원 {\displaystyle \pi \in R}가 있어서{\displaystyle \Phi :R/\pi \longrightarrow R/\pi }가 전사인 것이다.
이 정의에서 이산 국소환이 아니라는 조건은 안 좋은 것 같지만 정말로 중요한 역할을 하는데, 퍼펙토이드 체에서 거의 수학을 할 수 있게끔 만들어주기 때문이다.
perfectoid field란 많이 대충 말해서 그 위에 분기 확장체가 거의 없는 체라고 보면 된다. 예를 들면 {\displaystyle \mathbb {Q} _{p}(\zeta ^{\frac {1}{p^{\infty }}})}의 완전화를 들 수 있는데, 이 체 위의 모든 확장은 그 켈러 미분들이 거의 수학으로 {\displaystyle 0}이 된다. (Tate)

## 젖히기(tilting)
다음을 생각하자.
{\displaystyle K^{\flat }:=\left(\lim _{\overset {\longleftarrow }{\Phi }}K^{\circ }/\pi \right)[(\pi ^{\flat })^{-1}]}
여기에서 {\displaystyle \pi ^{\flat }\in \lim _{\overset {\longleftarrow }{\Phi }}K^{\circ }/\pi }는 {\displaystyle |\pi ^{\flat }|=|\pi |}를 만족하는 어떤 한 원소다. 이는 {\displaystyle |\pi _{1}|^{p}=|\pi |}를 만족하도록 {\displaystyle \pi _{1}}를 잡고
{\displaystyle \pi ^{\flat }:=(0,\pi _{1},\cdots )\in \lim _{\overset {\longleftarrow }{\Phi }}K^{\circ }}
로 선택하면 된다. 그렇다면 다음 곱셈적 준동형사상이 존재한다.
{\displaystyle K^{\flat }\longrightarrow \lim _{\overset {\longleftarrow }{x\mapsto x^{p}}}K}
이는 {\displaystyle (x_{1},x_{2},\cdots )\in K^{\flat }}를 {\displaystyle x^{\sharp }:=x_{n}^{p^{n}}}로 정의하는 걸로 (이는 잘 정의된다.) 먼저
{\displaystyle K^{\flat }\longrightarrow K^{\circ }}
를 정의할 수 있고, 이것으로 사상을 확장할 수 있다.
{\displaystyle K^{\flat }}의 의미는 {\displaystyle K}의 표수를 {\displaystyle 0}에서 {\displaystyle p}로 바꾸었다는 것이다. 그리고 perfectoid field에서 표수 바꾸기는 정말로 잘 작동한다.
{\displaystyle K,K^{\flat }} 둘은 {\displaystyle K/\pi }에선 완전히 같다.
다음은 퍼펙토이드 체에 대한 가장 중요한 성질들 중 하나다.
Theorem. 두 perfectoid {\displaystyle K}-algebra {\displaystyle R\to R'}가 있을 때 이 둘 사이의 cotangent complex는 {\displaystyle \mathbb {L} _{R'/R}\otimes _{\mathbb {Z} }^{L}\mathbb {F} _{p}=0}이 된다.
이것의 증명은 cotangent complex의 base change theorem을 이용하는데, 이 과정에서 perfect {\displaystyle \mathbb {F} _{p}}-algebra의 cotangent complex는 {\displaystyle 0}란 사실을 이용히게 된다.
이것하고 almost mathematics의 deformation theory를 이용해서 다음을 증명할 수 있다.
{\displaystyle \mathrm {Perf} (K^{\circ })^{a}\cong \mathrm {Perf} (K^{\circ }/\pi )^{a}}
여기에서 {\displaystyle \!^{a}}표시는 almost sense를 말하는 것이고 {\displaystyle \mathrm {Perf} }는 그 위의 perfectoid algebra를 모아놨다는 것이다. 좀 더 정확하겐 이렇게 정의한다.
Definition. perfectoid {\displaystyle K^{\circ a}}-algera란 {\displaystyle \pi }-adically complete flat {\displaystyle K^{\circ a}}-algebra {\displaystyle A}에다가 Frobenius가 {\displaystyle A/\pi ^{\frac {1}{p}}\cong A/\pi }를 만드는 것이다.
Definition perfectoid {\displaystyle K^{\circ a}/\pi }-algebra란 flat {\displaystyle K^{\circ a}/\pi }-algebra {\displaystyle {\overline {A}}}에 Frobenius가 {\displaystyle {\overline {A}}/\pi ^{\frac {1}{p}}\cong {\overline {A}}}를 만드는 것을 말한다.
그렇다면 {\displaystyle K^{\circ a}/\pi \cong K^{\flat \circ a}/\pi ^{\flat }}를 생각하면 다음을 얻을 수 있다.
Theorem. perfectoid {\displaystyle K}-algebra들과 perfectoid {\displaystyle K^{\flat }}-algebra들의 category는 서로 동치가 된다.
여기에서 이 동치가 되게 만드는 functor는 {\displaystyle R}를 하나 잡으면
{\displaystyle R^{\flat }=\left(\lim _{\overset {\longleftarrow }{\Phi }}(R^{a}/\pi )^{\flat }\right)_{*}[(\pi ^{\flat })^{-1}]}
으로 구성할 수 있다. 이는
{\displaystyle \mathrm {Perf} (K)\cong \mathrm {Perf} (K)^{a}\cong \mathrm {Perf} (K/\pi )^{a}\cong \mathrm {Perf} ((K/\pi )^{\flat })^{a}\cong \mathrm {Perf} (K^{\flat })^{a}\cong \mathrm {Perf} (K^{\flat })}
를 따라서 구성한 것이다. 그렇다면 다음이 성립한다.
{\displaystyle R^{\flat }=\lim _{\overset {\longleftarrow }{x\mapsto x^{p}}}R}
이렇게, {\displaystyle R^{\flat }}를 {\displaystyle R}의 tilt라고 한다.

## 폰테인-윈텐버저(Fontaine-Wintenberger)
다음이 성립한다.
{\displaystyle \mathrm {Gal} ({\overline {\mathbb {Q} _{p}(\zeta _{p}^{\frac {1}{p^{\infty }}}}})/\mathbb {Q} _{p}(\zeta _{p}^{\frac {1}{p^{\infty }}}))\cong \mathrm {Gal} ({\overline {\mathbb {F} _{p}((t))}}/\mathbb {F} _{p}((t)))}
이는 좀 더 분석해보자면 {\displaystyle \mathbb {Q} _{p}(\zeta _{p}^{\frac {1}{p^{\infty }}}}의 completion을 {\displaystyle K}라고 한다고 할 때 {\displaystyle K^{\flat }}는 {\displaystyle \mathbb {F} _{p}((t))}의 completion이 되며, 저 갈루아 군의 동형사상을 구성하는 것은 다음을 증명하는 것이 된다.
{\displaystyle K_{\mathrm {fet} }\cong K_{\text{fet}}^{\flat }}
그리고 이것 역시 tilt를 구성할 때 증명했던 것과 거의 같은 방법으로 구성한다. {\displaystyle R}을 perfectoid {\displaystyle K}-algebra라고 할 때
{\displaystyle R_{\text{fet}}\cong (R^{a})_{\text{fet}}\cong (R^{a}/\pi )_{\text{fet}}\cong ((R^{a})^{\flat }/\pi )_{\text{fet}}\cong ((R^{a})^{\flat })_{\text{fet}}\cong R_{\text{fet}}^{\flat }}
를 생각한다. 여기에서 가장 중앙에 있는 것은 당연하고, 바로 주위에 있는 둘은 tilt 정의할 때 소개했던 cotangent complex를 쓰면 된다. 그러면 가장 문제는 가장 바깥쪽에 있는 둘인데, 이 둘도 equivalence다. 다만 이 둘의 증명은 어렵다.
가장 왼쪽에서 {\displaystyle R}가 field일 때만 증명하자면 다음을 증명하자.
Proposition. perfectoid field {\displaystyle K^{\flat }}이 algebraically closed라면 {\displaystyle K}는 algebralically closed다.
Proof monic irreducible polynomial {\displaystyle P(X)=X^{d}+a_{d-1}X^{d-1}+\cdots +a_{0}}을 하나 잡자. 그러면 이것이 zero가 있음을 증명해야 하는데 {\displaystyle P}의 Newton polygon은 line이고 이제 {\displaystyle K^{\circ }/\pi }에서 보자. {\displaystyle Q(X)}를 {\displaystyle K^{\circ }/\pi }에서 봤을 때 {\displaystyle P}하고 모든 계수가 같은 다항식이라고 하고 그 zero를 {\displaystyle y_{1}}라고 하자. 그러면 다항식 {\displaystyle P(X+y^{\sharp })}를 생각하고 이것의 상수항이 {\displaystyle \pi }에 의해서 나누어지므로, 그러니까 {\displaystyle y_{1}^{\sharp }}가 대충 {\displaystyle P}의 근사해가 되므로 {\displaystyle |c_{1}|^{d}=|P(y_{1}^{\sharp })|\leq |\pi |}인 {\displaystyle c_{1}}에 대해서 {\displaystyle P_{1}(X)=c_{1}^{-d}P(c_{1}X+y_{1}^{\sharp })} 또한 Newton polygon이 line이고 irreducible이다. 이걸 반복하면
{\displaystyle y=y_{1}^{\sharp }+c_{1}y_{2}^{\sharp }+c_{1}c_{2}y_{3}^{\sharp }+\cdots }
라고 정의하면 {\displaystyle P(y)=0}가 된다.
이 성질을 이용해서 젖히기의 반대인 untilt를 하는데, 그 젖히기의 반대를 {\displaystyle K^{\sharp }}라고 쓰자. 그러면 {\displaystyle K^{\sharp }}의 대수적 폐포의 completion을 {\displaystyle M}라고 한다면 {\displaystyle M^{\sharp }}는 위의 proposition으로 algebraically closed field에 적당한 norm을 주는 것으로 perfectoid {\displaystyle K}-algebra라고 할 수 있다. 따라서 모든 perfectoid {\displaystyle K^{\sharp }}-algebra {\displaystyle L}에 대해서 {\displaystyle L^{\sharp }}는 {\displaystyle M^{\sharp }}의 subfield가 되고, {\displaystyle \bigcup L^{\sharp }}는 {\displaystyle M^{\sharp }}에서 dense이므로 Krasner's lemma로 그 union을 {\displaystyle N}라고 하면 {\displaystyle N}도 algebraically closed field고 따라서 모든 finite extension {\displaystyle F}에 대해서 {\displaystyle F}는 적당한 {\displaystyle K^{\flat }}의 finite field extension {\displaystyle L}가 있어서 {\displaystyle L^{\sharp }}는 {\displaystyle F}를 포함하고, 체일 때의 증명이 끝난다.

## 퍼펙토이드 공간(perfectoid space)
먼저 아피노이드 대수(affinoid algebra)를 정의하자. {\displaystyle k}가 체일 때 {\displaystyle R}가 테이트 {\displaystyle k}-대수(Tate k-algebra)란 것은 어떤 부분환 {\displaystyle R_{0}\subseteq R}가 있어서 {\displaystyle aR_{0}}가 {\displaystyle a\in k^{\times }}들에 대해서 {\displaystyle 0}의 열린 근방들의 기저를 이룰 때를 말한다. 그리고 쌍 {\displaystyle (R,R^{+})}가 아피노이드 {\displaystyle k}-대수란 것은 그 자체의 환과 정폐정역 {\displaystyle R^{+}\subseteq R}의 쌍이다.
{\displaystyle K}가 퍼펙토이드 체라고 하자. 그러면 아피노이드 {\displaystyle K}-대수 {\displaystyle (R,R^{+})}가 퍼펙토이드 아피노이드 {\displaystyle K}-대수란 것은 {\displaystyle R}이 퍼펙토이드 {\displaystyle K}-대수인 것을 뜻한다.
퍼펙토이드 아피노이드 {\displaystyle K}-대수 {\displaystyle (R,R^{+})}가 있을 때 다음을 정의할 수 있다.
{\displaystyle X=\mathrm {Spa} (R,R^{+}):=\{|\cdot |:R\to \Gamma \cup \{0\}{\text{ continuous valuation }}|{\text{ There exists }}f\in R^{+}{\text{ s.t. }}|f|\leq 1\}}
그리고 여기에 위상을 하나 주는데, {\displaystyle f_{1},f_{2},\cdots ,f_{n},g\in R}를 주고, {\displaystyle f_{1},\cdots ,f_{n}}가 {\displaystyle R}를 생성한다고 할 때
{\displaystyle U\left({\frac {f_{1},\cdots ,f_{n}}{g}}\right):=\{x\in X|{\text{There exists }}i{\text{ s.t. }}|f_{i}(x)\leq |g(x)\}}
를 기저로 하는 것으로 준다. 그리고 이런 꼴 열린 집합을 유리형 집합이라고 하자. 이는 환의 스펙트럼과 거기에 주는 {\displaystyle D(f)}라는 열린 집합들을 따라한 것이다.
{\displaystyle (R,R^{+})}가 아피노이드 {\displaystyle k}-대수라고 하자. 그리고 여기에 {\displaystyle \mathrm {Spa} (R,R^{+})}의 열린 집합 {\displaystyle U=U\left({\frac {f_{1},\cdots ,f_{n}}{g}}\right)}를 주자. 그러면
{\displaystyle aR_{0}\left[{\frac {f_{1}}{g}},\cdots ,{\frac {f_{n}}{g}}\right]}
꼴들을 {\displaystyle 0}의 기저로 가지는 다음 아피노이드 {\displaystyle k}-대수를 생각하자.
{\displaystyle U=\mathrm {Spa} \left(R\left[{\frac {f_{1}}{g}},\cdots ,{\frac {f_{n}}{g}}\right],B\right)}
여기에서 {\displaystyle B}는 {\displaystyle R\left[{\frac {f_{1}}{g}},\cdots ,{\frac {f_{n}}{g}}\right]} 안에서 {\displaystyle R^{+}\left[{\frac {f_{1}}{g}},\cdots ,{\frac {f_{n}}{g}}\right]}의 정수적 폐포다. 그러면 이것의 완전화를 {\displaystyle ({\mathcal {O}}_{X}(U),{\mathcal {O}}_{X}^{+}(U))}라고 하자. 이는 시프를 정의하기 위해서다. 그렇다면 일반적으로 열린 집합 {\displaystyle W\subseteq X}에 대해서
{\displaystyle {\mathcal {O}}_{X}(W)=\lim _{\overset {\longleftarrow }{U\subseteq W{\text{ rational }}}}{\mathcal {O}}_{X}(U)}
라고 정의하자. 그렇다면 {\displaystyle X} 위의 준시프 {\displaystyle {\mathcal {O}}_{X},{\mathcal {O}}_{X}^{+}}를 정의할 수 있다.
다시 퍼펙토이드 아피노이드 {\displaystyle K}-대수 {\displaystyle (R,R^{+})}로 돌아오면 {\displaystyle {\mathcal {O}}_{X}}가 시프라는 결과가 있다. (퍼펙토이드가 아니면 일반적으로 준시프만 되고 시프가 되지 않을 수도 있다.)

## 팔팅스의 거의 순수성 정리(Faltings'almost purity theorem)
유한 에탈 덮개 {\displaystyle S/R}에 대해서 {\displaystyle R}가 퍼펙토이드 {\displaystyle K}-대수라면 {\displaystyle S^{\circ a}}는 {\displaystyle R^{\circ a}}위의 유한 에탈 대수가 된다. 특히 {\displaystyle S^{\circ a}}는 {\displaystyle R^{\circ a}} 위의 균등 거의 유한표현 {\displaystyle R^{\circ a}}-모듈이 된다.

## 같이 보기
- 완전체

## 참고 문헌
- Scholze, Peter (2011). “Perfectoid space”.